# 시베리아붓꽃
시베리아붓꽃 (Iris sibirica)은 여름꽃으로, 붓꽃과 여러해살이풀이다.

## 특징
시베리아붓꽃의 높이는 31~51cm까지 자라며 꽃은 5~6월에 핀다. 2~4개의 지름 3.3~6cm의 자색 꽃이 피고 자주색 그물 무늬가 있다.

## 분포 지역
시베리아붓꽃의 원산지는 유럽과 시베리아이며, 한국에서도 난다.

## 쓰임새
한국에서는 원예용으로 재배하고 있다.

## 같이 보기
- 애기범부채
- 범부채
- 붓꽃
- 솔붓꽃
- 꽃창포
- 각시붓꽃
- 제비붓꽃